# 尤日內島 (弗霍德內埃群島)
尤日內島是俄羅斯的島嶼，屬於北地群島的一部分，位於布爾什維克島以南的喀拉海，由克拉斯諾亞爾斯克邊疆區負責管轄，長度少於1公里，島上無人居住。